# Cesoia volante
La cesoia volante è un sistema di taglio trasversale utilizzato nell'industria.
Esistono sistemi per il taglio di diversi materiali, ferrosi, plastici etc. La caratteristica comune è che il taglio viene effettuato con il materiale in movimento. Poiché il taglio avvenga con velocità relativa nulla, tra lama e materiale, viene utilizzato un apposito sistema per movimentare la lama e muoverla insieme al materiale.

## Principio di funzionamento
Carro
     Rotaia
     Materiale da tagliare
     Ruota metrica

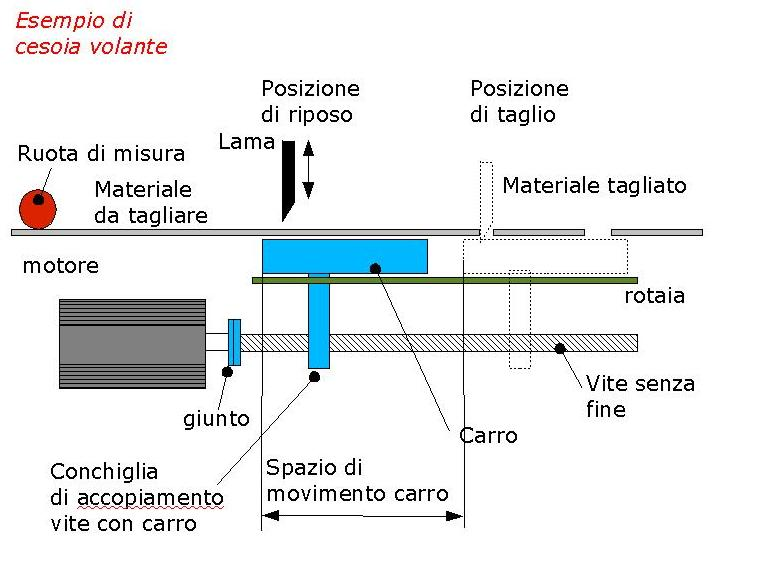
Carro
Rotaia
Materiale da tagliare
Ruota metrica

La lama (o «gruppo di taglio») è fissata su di un carro che, pilotato da un motore, può muoversi avanti e indietro. Nello schema di principio il motore si trova alla sinistra, accoppiato tramite un giunto a una vite senza fine.
Il carro scorre su una rotaia. Una conchiglia posta sulla vite è collegata al carro, permettendo al motore di far muovere il carro. Il materiale da tagliare fluisce sotto la lama.
Un sistema di controllo comanda il motore e fa sì che, giunti a una opportuna lunghezza del materiale, il carro inizi a muoversi alla stessa velocità del materiale. A questo punto la velocità relativa tra carro, lama e materiale è nulla, ed il taglio può avvenire. Una ruota appoggiata su materiale detta "ruota metrica" fornisce al controllo la posizione del materiale.
Effettuatolo il carro torna alla posizione iniziale pronto a un nuovo ciclo.